# Eugénie Blanchard
Eugénie Blanchard (Gustavia, 16 febbraio 1896 – Gustavia, 4 novembre 2010) è stata una supercentenaria francese.
Detenne il titolo di Decana dell'umanità dal 2 maggio 2010 alla sua stessa morte, avvenuta 6 mesi e 2 giorni dopo.

## Biografia
Eugénie Blanchard nacque il 16 febbraio 1896 a Gustavia, sull'isola di Saint-Barthélemy, nelle Antille francesi. Entrò in un ordine di suore a Curaçao, nelle Antille olandesi, sotto il nome di sœur Cyria Costa; non tornò mai a Saint-Barthélemy prima dei 60 anni. A partire dal 1980 fu ospite presso la casa di riposo di Bruyn de Saint-Barthélemy, a Gustavia.
I bambini del suo quartiere la chiamavano Douchy, un termine di lingua creola diffuso nelle Antille olandesi con cui viene chiamata ogni sorta di dolciume; il soprannome deriva dal fatto che Eugénie era solita distribuire caramelle ai bambini del luogo.
Di origini assai modeste, nei suoi ultimi anni di vita Eugénie Blanchard si disse spesso dispiaciuta nel constatare la graduale trasformazione dell'isola di Saint-Barthélemy in un luogo lussuoso e sempre più popolato da gente facoltosa. A suo avviso, Saint-Barthélemy avrebbe dovuto invece rimanere "un'isola come le altre".
Morì il 4 novembre 2010, all'età di 114 anni e 261 giorni. Inizialmente la statunitense Eunice Sanborn venne riconosciuta come la nuova Decana dell'umanità, ma nel maggio 2011 si scoprì che la brasiliana Maria Gomes Valentim, deceduta dopo la Sanborn, era nata 11 giorni prima di quest'ultima; si è conseguentemente supposto che la Gomes Valentim fosse stata la reale Decana dell'umanità, tuttavia il 7 luglio 2023 l'associazione di ricerca gerontologica LongeviQuest ha validato il caso di un'altra brasiliana, Ana Nogueira de Lucas, nata 17 giorni prima di Maria Gomes Valentim e dunque decana dell'umanità dal decesso della Blanchard fino alla propria morte, avvenuta il 18 novembre 2010.

## Primati di longevità
Il 25 maggio 2008 Eugénie Blanchard succedette a Clémentine Solignac (deceduta a 113 anni) come Decana di Francia; divenne poi Decana d'Europa alla morte della spagnola Manuela Fernández-Fojaco, morta anch'ella a 113 anni, il 6 gennaio 2009. A seguito del decesso della giapponese Kama Chinen, avvenuto il 2 maggio 2010, la Blanchard divenne Decana dell'umanità. Nel 2010, Eugénie Blanchard era la terza persona francese più longeva di sempre, dietro a Jeanne Calment (deceduta nel 1997 a 122 anni e 164 giorni, record mondiale tuttora imbattuto) e a Marie Brémont (morta nel 2001 a 115 anni e 42 giorni).